# Bianca Kajlich
Bianca Maria Kajlich (Seattle, 26 marzo 1977) è un'attrice statunitense.

## Biografia
È nata a Seattle, nello stato di Washington, da padre slovacco, Aurel Jan "Relo" Kajlich, e da madre statunitense di origini italiane, Patti Campana. Ha studiato danza.

## Vita privata
Dal 31 dicembre 2006 al 2010 è stata sposata con in calciatore Landon Donovan. Il 16 dicembre 2012 ha sposato Michael Catherwood col quale ha avuto una figlia (Magnolia) nel 2014.

## Filmografia

### Cinema
- 10 cose che odio di te (10 Things I Hate About You), regia di Gil Junger (1999)
- This is the Disk-O-Boyz, regia di Morris G. Sim (1999)
- Ragazze nel pallone (Bring It On), regia di Peyton Reed (2000)
- Halloween - La resurrezione (Halloween: Resurrection), regia di Rick Rosenthal (2002)
- Hard Love, regia di Clare Kramer (2011)
- 30 Minutes or Less, regia di Ruben Fleischer (2011)
- Caccia al mostro (Dark Was the Night) , regia di Jack Heller (2014)

### Televisione
- Semper Fi – film TV, regia di Michael W. Watkins (2001)
- Boston Public – serie TV, 14 episodi (2000-2001)
- In My Opinion – film TV, regia di James Widdoes (2002)
- Dawson's Creek – serie TV, 8 episodi (2002-2003)
- Rock Me, Baby – serie TV, 22 episodi (2003-2004)
- Confessions of a Dog – film TV, regia di Chris Koch (2005)
- Vanished – film TV, regia di Michael Switzer (2006)
- Vanished – serie TV, 6 episodi (2006)
- More, Patience – film TV, regia di Arlene Sanford (2006)
- Psych – serie TV, episodio 2x03 (2007)
- Le regole dell'amore (Rules of Engagement) – serie TV, 100 episodi (2007-2013)
- Undateable - serie TV (2014-2016)
- Legacies - serie TV (2019-2021)
- Bosch - serie TV 8 episodi (2019)
- The Winchesters - serie TV (2022)

## Doppiatrici italiane
Nelle versioni in italiano delle opere in cui ha recitato, Bianca Kajlich è stata doppiata da:
- Francesca Fiorentini in Dawson's Creek, Le regole dell'amore (st. 1)
- Laura Lenghi in Psych, Major Crimes
- Barbara De Bortoli in Bosch
- Francesca Manicone in Le regole dell'amore (st. 6-7)
- Ilaria Latini in Undateable